# Case popolari di viale Metronio
Le case popolari di Viale Metronio sono dei villini a carattere intensivo situati a Roma, nel quartiere Appio-Latino (Municipio VIII). Si estendono lungo l'asse di via di Porta Latina, Largo Mesia, via Lusitania, via Vulci, la prima parte di via Vetulonia, via Cameria, Piazza Epiro, via Mauritania e via Aquitania. Sono tutte state edificate a partire dal 1895 fino al 1934, per un totale di circa 28 palazzine. Sono in stile barocchetto, e dal 2001 fanno parte del circolo delle Belle Arti di Roma.

## Storia
La costruzione dei primi villini (prima parte di via Latina), risale alla fine dell'Ottocento (per l'esattezza nel 1895), per ospitare famiglie disagiate nonché prive di lavoro, pur trovandosi di fronte alle Mura Latine ed a due passi dalla Basilica di San Giovanni in Laterano. Quando nel 1931, con l'istituzione del Parco degli Scipioni, il quartiere si arricchì, vennero costruiti nuovi villini all'altezza di piazza Epiro e via Lusitania. All'incrocio fra via Latina e via Lusitania, si può osservare un villino di circa 4 piani (1927), affiancato da un altro in mattoncini (1903-1906).

## Descrizione
I villini di via Cameria e via Latina, i più antichi, sono costituiti da un piano principale in mattoncini. La parte superiore del fabbricato,è in laterizi misti a mattoni, e presenta bugnature laterali con semi-timpani in vecchio stucco. I portoni d'ingresso sono in legno di noce e le inferriate, originali, in ferro battuto misto a ghisa. Nei cortili interni di ogni fabbricato, sono presenti svariate specie di palme, gelsomino e glicine.
Le palazzine di via Latina N°33 (1923-1927) sono stabili composti da 3 fabbricati uguali, presentano una fila di 3 finestre con persiane nel prospetto centrale. Ai lati sono presenti dei balconcini a mezzaluna in ghisa, con semplici decorazioni floreali. Nello stabile centrale, all'ultimo piano, è presente una lunga fila da 7 balconi, divisi da una colonnina in cemento. Nei piani inferiori segue lo stesso nonché regolare motivo di balconi alternati a finestre.
I villini di largo Mesia - via Aquitania (1910-1916) risultano notevolmente più decorati in confronto agli altri precedentemente nominati: le inferriate presentano svariati disegni in ferro battuto; sull'edificio si può osservare un grosso timpano triangolare accompagnato da comignoli di svariate forme e dimensioni in mattoni e stucco e da 2 finestre semi-ovali con persiane originali in legno della stessa forma.
I villini di piazza Epiro - via Mauritania (1928-1933): due di questi stabili sono stati ricoperti (intorno al 1951), di posticci mattoncini. Spostandosi in direzione di via Mauritania, si possono osservare dei pregevoli portali in tufo ed accompagnati da cancellate in ferro battuto. Sulla sommità di questi villini, possiamo notare delle staffe con vecchi isolatori in porcellana e vetro.
La palazzina di via Lusitania (1927-1928) presenta un semi-timpano sul portone, con simboli e stemmi sulla parte superiore dell'edificio e un balcone con colonnette in stucco originale.